# Ducula
Ducula este un gen de păsări din familia Columbidae, cunoscuți colectiv sub numele de porumbei imperiali. Sunt porumbei mari până la foarte mari, cu o constituție grea și coadă medie până la lungă. Sunt arboricoli, se hrănesc în principal cu fructe și sunt strâns înrudite cu celălalt gen de porumbei care mănâncă fructe, Ptilinopus.

## Comportament
Există puține informații despre majoritatea speciilor de Ducula, multe dintre acestea fiind timide și trăind în zone îndepărtate, ceea ce face dificilă observarea. Reproducerea și cuibăritul speciilor au fost slab documentate. Deși mari și numeroase, păsările pot trece neobservate, hrănindu-se în liniște în frunzișul adânc.
Ducula este foarte mobilă și poate parcurge distanțe mari pentru a găsi fructe. Este un zburător puternic și poate zbura între insule pentru a exploata sursele de hrană neregulate. Insulele mici a căror floră ar fi incapabilă să susțină o populație pe termen lung pot oferi o sursă temporară de hrană pentru păsările nomade. Unele specii trăiesc singure sau în perechi, dar multe sunt foarte sociabile, formând stoluri de 30 până la 50 de păsări.

### Hrană
Porumbeii imperiali sunt arboricoli, trăind în păduri și mangrove care pot furniza fructe sezoniere din copaci tropicali, palmieri, liane și arbuști. Majoritatea păsărilor se cațără printre crengi și ramuri ale coronamentului, înclinându-se sau atârnând cu capul în jos pentru a ajunge la fructe. Fructele sunt răsucite de pe tulpini cu ciocul și înghițite întregi. Pentru a înghiți fructe mari, Ducula galeata își poate extinde esofagul până la 40 mm. D. galeata poate înghiți semințe de 70 mm. Dieta lor poate fi completată cu flori, frunze și insecte.
Porumbeii imperiali sunt printre cele mai mari frugivore din pădure și pot dispersa semințe din fructe prea mari pentru a fi manipulate de majoritatea celorlalte specii. O dimensiune a fructelor de 30 mm ar exclude toate vertebratele, altele decât păsările rinocer (Bucerotidae) și Ducula. Porumbeii de mărime medie tind să se hrănească cu fructe de mărime medie, în timp ce porumbeii mai mari se hrănesc cu fructe mai mari. Porumbeii de Pacific (D. pacifica) s-au dovedit a fi excelenți dispersori de semințe în Tonga și, prin urmare, sunt esențiali în gestionarea pădurilor din întregul lor habitat.

## Taxonomie
Genul Ducula a fost introdus în 1836 de naturalistul englez Brian Houghton Hodgson, cu Ducula insignis ca specie tip. Acest taxon este considerat în prezent o subspecie a porumbelului imperial de munte (Ducula badia).  Denumirea genului Ducula provine din latinescul dux genitiv ducis care înseamnă „conducător”.
Taxonomia porumbelului imperial este nerezolvată, numărul de specii din genul Ducula fiind raportat în mod variabil la 34  și 36. Lucrarea din 1959 a lui Derek Goodwin privind taxonomia genului Ducula împarte aranjamentul său de 36 de specii în 7 subgrupe în funcție de distribuție și fenotip. Această clasificare este urmată de Gibbs și colab. și urmată mai jos.

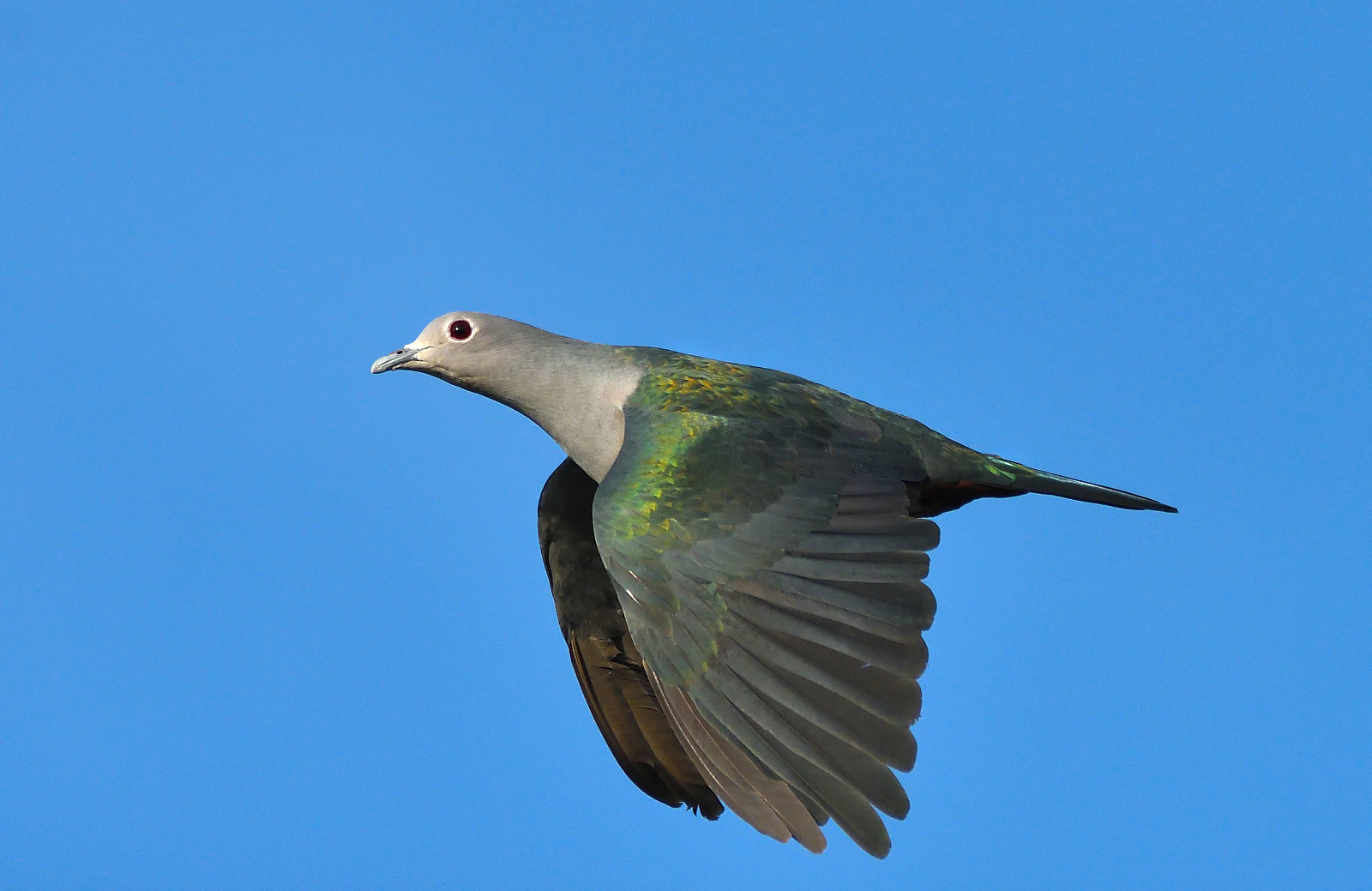
Ducula aenea

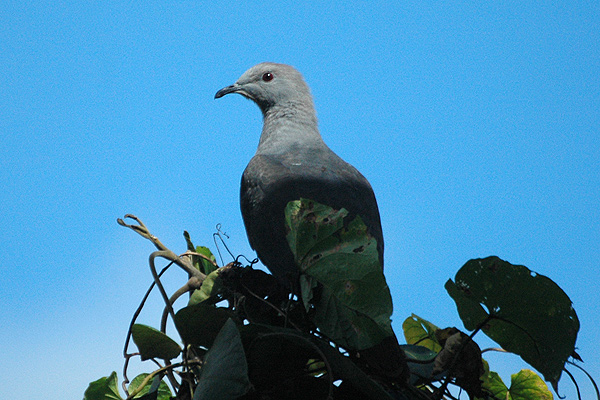
Ducula latrans

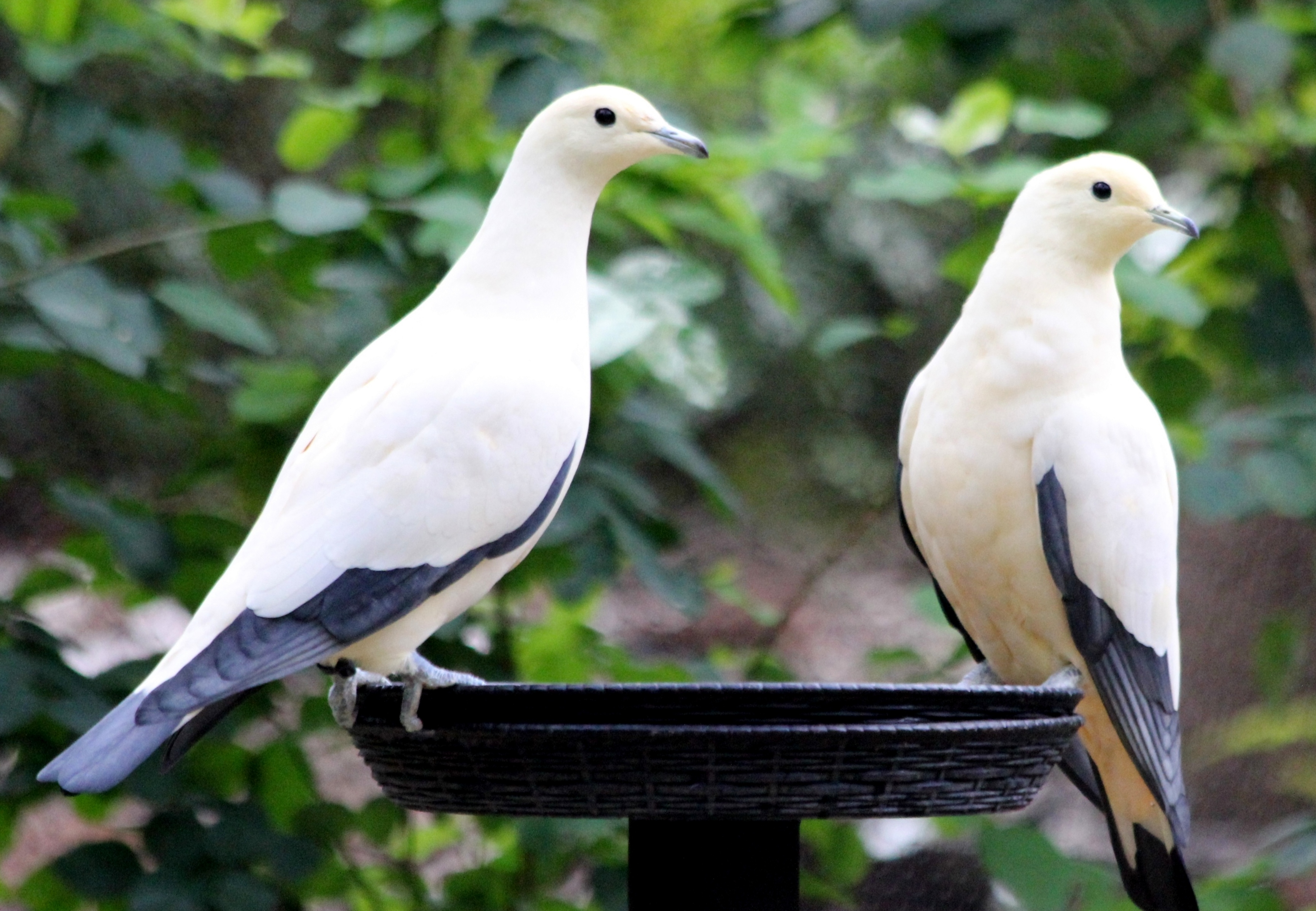
Ducula bicolor

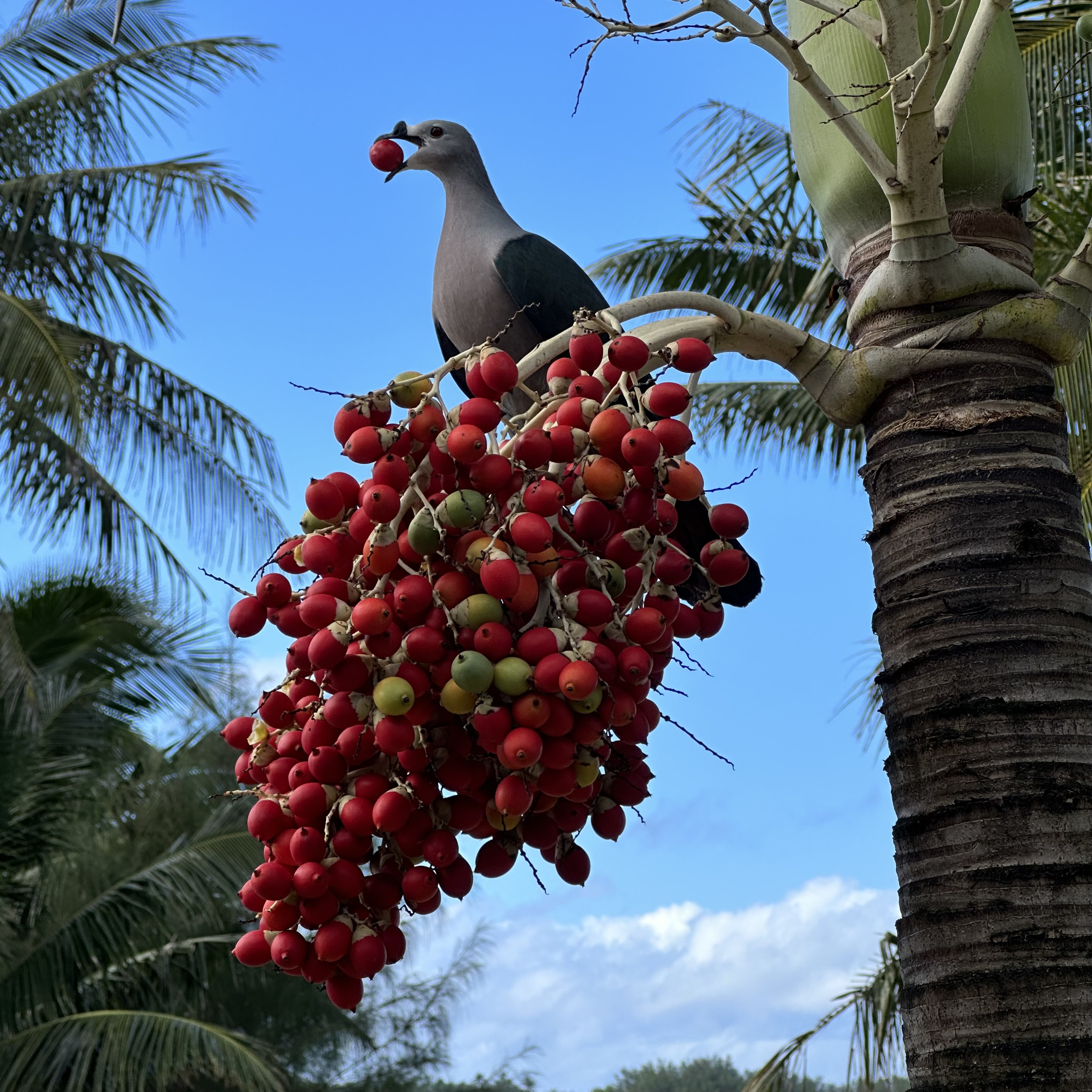
Ducula pacifica

Genul conține 42 de specii:
- Ducula poliocephala
- Ducula forsteni
- Ducula mindorensis
- Ducula radiata
- Ducula carola
- Ducula aenea
- Ducula oenothorax
- Ducula nicobarica
- Ducula perspicillata
- Ducula neglecta
- Ducula concinna
- Ducula pacifica
- Ducula oceanica
- Ducula aurorae
- Ducula galeata
- Ducula rubricera
- Ducula myristicivora
- Ducula geelvinkiana
- Ducula rufigaster
- Ducula basilica
- Ducula finschii
- Ducula chalconota
- Ducula pistrinaria
- Ducula rosacea
- Ducula whartoni
- Ducula pickeringii
- Ducula latrans
- Ducula brenchleyi
- Ducula bakeri
- Ducula goliath
- Ducula pinon
- Ducula melanochroa
- Ducula mullerii
- Ducula zoeae
- Ducula cuprea
- Ducula badia
- Ducula lacernulata
- Ducula cineracea
- Ducula bicolor
- Ducula luctuosa
- Ducula spilorrhoa
- Ducula subflavescens
- Ducula salvadorii